# Масьелло, Андреа
Андреа Масьелло (итал. Andrea Masiello; род. 5 февраля 1986 года, Виареджо, Италия) — итальянский футболист, играющий на позиции защитника.

## Клубная карьера
Выпускник молодёжной системы «Ювентуса», перешёл в туринский клуб из «Луккезе» (первоначально — на правах аренды). В 2004 году «Ювентус» выкупил половину прав на игрока, а в июне стал единоличным владельцем игрока. Он дебютировал в Серии А за «Ювевнтус» в домашнем матче против «Интера» 20 апреля 2005 года. «Старая синьора» проиграла тот матч, а для Масьелло это остался первым и последним матчем за команду.
Масьелло был отдан в аренду в «Авеллино», играющем в серии B в 2005 году вместе с российским игроком Виктором Будянским, и сыграл 41 матч. «Авеллино» играл в матчах плей-офф серии B, проиграв, однако, «Альбинолеффе» 4:3 по итогу двух игр.